# رديع (السياني)

تعديل مصدري - تعديل

رديع هي إحدى قرى عزلة هدفان بمديرية السياني التابعة لمحافظة إب، بلغ تعداد سكانها 1047 نسمة حسب تعداد اليمن لعام 2004.